# Liste der Kulturdenkmale in Salach

Wappen von Salach

In der Liste der Kulturdenkmale in Salach werden unbeweglichen Bau- und Kunstdenkmale in Salach aufgelistet. Diese Liste ist noch unvollständig.

## Allgemein
- Bild: Zeigt ein ausgewähltes Bild aus Commons, „Weitere Bilder“ verweist auf die Bilder im Medienarchiv Wikimedia Commons.
- Bezeichnung: Nennt den Namen, die Bezeichnung oder die Art des Kulturdenkmals.
- Lage: Straßenname und Hausnummer oder Flurstücknummer des Kulturdenkmals, gegebenenfalls auch den Ortsteil. Die Grundsortierung der Liste erfolgt nach dieser Adresse. Der Link (Karte) führt zu verschiedenen Kartendiensten mit der Position des Kulturdenkmals. Fehlt dieser Link, wurden die Koordinaten noch nicht eingetragen. Sind diese bekannt, können sie über ein Tool mit einer Kartenansicht einfach nachgetragen werden. In dieser Kartenansicht sind Kulturdenkmale ohne Koordinaten mit einem roten bzw. orangen Marker dargestellt und können durch Verschieben auf die richtige Position in der Karte mit Koordinaten versehen werden. Kulturdenkmale ohne Bild sind an einem blauen bzw. roten Marker erkennbar.
- Datierung: Baubeginn, Fertigstellung, Datum der Erstnennung oder grobe zeitliche Einordnung entsprechend des Eintrags in der zuständigen Denkmaldatenbank (Landesamt für Denkmalpflege Baden-Württemberg).
- Beschreibung: Kurzcharakteristik des Kulturdenkmals.

## Liste
| Bild           | Bezeichnung                                                     | Lage                                                                | Datierung                     | Beschreibung | ID |
| -------------- | --------------------------------------------------------------- | ------------------------------------------------------------------- | ----------------------------- | --- | -- |
|                | Römisches Kastell                                               | Flur Steiniger Esch                                                 |                               | Das römisches Kastell liegt teils auf der Gemarkung von Eislingen, westlich von Salach. Geschützt nach § 2 DSchG |    |
|                | Arbeitersiedlung Schachenmayr                                   | Bachstraße 7–25, Bogenvisier 1–7, Haydnstraße 1–9, Lisztstraße 1–12 | 1935/36                       | Die Arbeitersiedlung Schachenmayr liegt am nordwestlichen Rand von Salach. Sie wurden nach Plänen des Architekten Hugo Schlösser unter der Leitung von Conrad Bareiss errichtet. Sie ist geprägt durch Fachwerkarchitektur. Geschützt nach § 2 DSchG |    |
| Weitere Bilder | Freibad Schachenmayr                                            | Badstraße 10                                                        | 1933                          | Das durch den Architekten Hugo Schlösser errichtete Freibad Schachenmayr liegt am nordwestlichen Rand von Salach. Als firmeneigenes Freibad der Firma Schachenmayr war es auch der Bevölkerung von Salach zugänglich. Es galt lange Zeit als eines der modernsten Bäder in ganz Württemberg. 1974 wurde es dann an die Gemeinde Salach verkauft. Dabei gilt es bis heute als eine der wichtigsten Freizeiteinrichtung in dem Ort Salach. Geschützt nach § 2 DSchG |    |
|                | Kammgarnspinnerei Schachenmayr, Mann & Cie                      | Eduardstraße                                                        | 19./20. Jahrhundert           | Die Kammgarnspinnerei Schachenmayr, Mann & Cie ist an der Fils, südlich des Kernes von Salach, gelegen. Sie entstand aus der Tabak- und Grapp-Fabrique. Während seiner Blütezeit, zum Anfangs des 20. Jahrhunderts, hatte die Firma Schachenmayer 1000 Beschäftigte. Geschützt nach § 2 DSchG |    |
|                | Evangelische Pfarrkirche St. Margareta mit Pfarr- und Schulhaus | Obere Kirchstraße 3, 5 (Karte)                                      | Pfarr- und Schulhaus von 1548 | Die evangelische Pfarrkirche St. Margareta mit Pfarr- und Schulhaus liegt auf einer leichten Anhöhe, zentral in Salach. Die Pfarrkirche ist im gotischen Stil erbaut. 1905 wurde besagte Pfarrkirche verändert. Geschützt nach §§ 2, 28 DSchG |    |
|                | Katholische Pfarrkirche St. Margareta                           | Pfarrstraße 16                                                      | 1905                          | Die von U. Pohlhammer erbaute katholische Pfarrkirche St. Margareta liegt südöstlich des historischen Kerns von Salach. Geschützt nach § 2 DSchG |    |
| Weitere Bilder | Burgruine Staufeneck                                            | Staufeneck 1, 2, 3 (Karte)                                          | um 1220/50                    | Die Burgruine Staufeneck liegt auf einem Bergsporn oberhalb des Fils- und Lauertals, östlich von Salach. Heute dient die Burg als Hotel. Geschützt nach §§ 2, 28 DSchG |    |
|                | Katholische Kapelle St. Ottilia und Lucia                       | Bärenbach, Bärenbach Nr. 6                                          | 1529                          | Die katholische Kapelle St. Ottilia und Lucia mit Kirchhofsmauer liegt am westlichen Rand von Bärenbach. Geschützt nach § 28 DSchG |    |